# Orosei
Orosei est une commune italienne de la province de Nuoro dans la région Sardaigne. 

## Jumelage
- Marsciano (Italie) depuis 1987
- Tremblay-en-France (France)

## Administration
| Période                                  | Période | Identité | Étiquette | Qualité |
| ---------------------------------------- | ------- | -------- | --------- | ------- |
|                                          |         |          |           |         |
| Les données manquantes sont à compléter. |         |          |           |         |

### Hameaux
Sos Alinos

### Communes limitrophes
Dorgali, Galtellì, Onifai, Siniscola

## Personnalités liées
- Francesco Boffo architecte néo-classique né à Orosei.